# エスノセントリズム

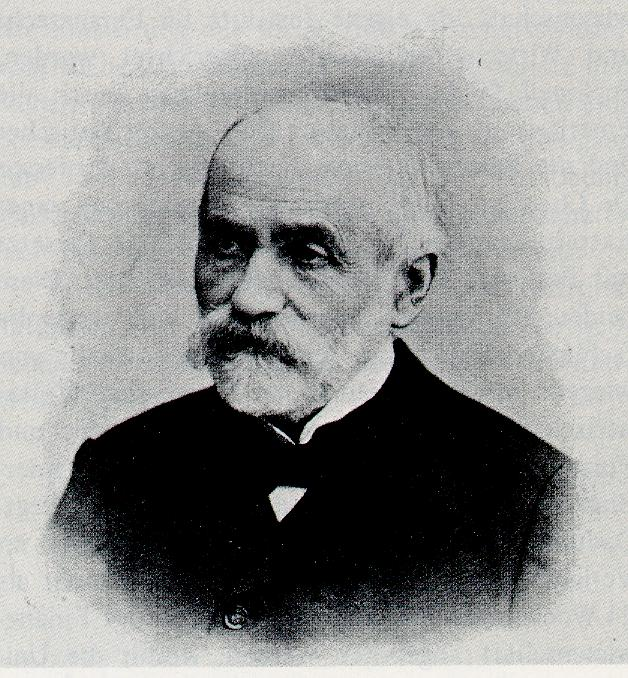
ポーランドの社会学者ルートヴィヒ・グンプロヴィッチは、19世紀に「エスノセントリズム」という用語を考案したと考えられているが、単に用語を普及させただけである可能性もある。

エスノセントリズム（英語: ethnocentrism）とは、自分の育ってきたエスニック集団（族群）、民族、人種の文化を基準として他の文化を否定的に判断したり、低く評価したりする態度や思想のことである。自民族中心主義、自文化中心主義とも呼ばれる。この判断はしばしば否定的なものであるため、特に、言語、行動、習慣、宗教など、各民族の文化的アイデンティティを定義する区別に関して、他の文化よりも自分の文化が優れていたり、より正しく普通のものであるという信念を指すためにこの用語を使用する人もいる。一般的な用法では、この単語は単に文化的に偏った判断を意味することもある。たとえば、エスノセントリズムは、南北の格差問題の一般的な描写に見られる。
エスノセントリズムは、人種主義、ステレオタイプ、差別、外国人嫌悪と関連付けられることもある。しかし、「エスノセントリズム」という用語は必ずしも否定的な意味を含意しているわけではない。エスノセントリズムの反対は文化相対主義であり、主観的な判断なしにそれ自身の言葉で異なる文化を理解することを意味する。
「エスノセントリズム」という用語は、社会科学の分野でアメリカの社会学者ウィリアム・グラハム・サムナーによって初めて利用された。1906年の書籍『Folkways』で、サムナーはエスノセントリズムを「自分のグループがすべての中心であり、他のすべてのグループは自分のグループを基準に評価するような物事の見方を表す専門用語（the technical name for the view of things in which one's own group is the center of everything, and all others are scaled and rated with reference to it.）」と説明している。彼はさらに、しばしば傲慢、虚栄心、自身のグループの優越性への信念、部外者の蔑視に繋がるものとしてエスノセントリズムを特徴づけている。
その後、エスノセントリズムという用語は、社会理論家テオドール・アドルノなどの人々による社会的理解の進展とともに発展した。アドルノの『The Authoritarian Personality』において、彼とフランクフルト学派の彼の同僚らは、この用語のより広い定義を「in group-out group differentiation」の結果として定義した。つまり、エスノセントリズムは「自分の民族や文化グループ（in group）に対する肯定的な態度と、他の民族や文化グループ（out-group）に対する否定的な態度を組み合わせたものであると説明した。これらの並置された態度はともに、社会的同一化（social identification）および社会的反同一化（social counter-identification）として知られているプロセスの結果でもある。

## 起源と発展
エスノセントリズムという言葉は、ギリシャ語で民族を意味する「ethnos」と中心を意味する「kentron」の2つの言葉に由来する。学者たちは、この用語は19世紀にポーランドの社会学者ルートヴィヒ・グンプロヴィッチによって作られたと考えているが、別の説によれば、彼はこの概念を発明したのではなく単に普及させたに過ぎないとされている。彼はエスノセントリズムを天動説や人間中心主義などの妄想に似た現象とみなし、エスノセントリズムを「それぞれの集団が、同時代の民族や国家の間だけでなく、歴史的過去のすべての民族との関係においても、常に最高の位置を占めていると信じている理由」と定義した。
20世紀に入ると、アメリカの社会科学者ウィリアム・グラハム・サムナーが1906年に出版した著書『フォークウェイズ』において、2つの異なる定義を提唱した。サムナーは、「エスノセントリズムとは、自分の集団が全ての中心であり、他の全ての集団はそれを基準に尺度づけされ評価されるという、このようなものの見方の技術的名称である」と述べている。『War and Other Essays』（1911年）の中で、彼は「結束、同胞意識、自集団への献身といった感情は、あらゆる外集団に対する優越感を伴い、外集団から自集団の利益を守ろうとする。このような考えは専門的にはエスノセントリズムとして知られている。」と書いている。ボリス・ビズミックによれば、サムナーがエスノセントリズムという言葉を生み出したというのは誤解であり、実際にはサムナーは英語の出版物を通じてエスノセントリズムを人類学、社会科学、心理学の主流に持ち込んだと述べている。

## 社会科学におけるエスノセントリズム
社会科学におけるエスノセントリズムとは、特定の他文化を基準とするのではなく、自文化の基準に基づいて他の文化を判断することを意味する。人々が自文化を他の文化を測定するためのパラメータとして用いる場合、彼らはしばしば自文化の方が優れていると考え、他の文化は劣っており奇妙であると見なす傾向がある。エスノセントリズムはさまざまな分析レベルで説明することができる。例えば集団レベルにおいては、この用語は集団間の対立の結果とみなされる。一方で個人レベルでは、自集団の結束と外集団への敵意は性格特性を説明することができる。エスノセントリズムは、自民族中心な感情の対象である外集団を排除し、多かれ少なかれ寛容である可能性のある他の集団と自分を区別する方法として使用されることによって、自己のアイデンティティの基礎を説明することができる。